# 大野仲仟
大野 仲仟（おおの の なかち、生年不詳 - 天応元年3月10日（781年4月8日））は、奈良時代の女官。尚侍兼尚蔵。仲智、中千とも記される。大野東人の娘。左大臣・藤原永手の室。

## 生涯
天平宝字年間（757年 - 765年）の写経所文書に、「大野内侍」という人物が見え、仲仟のことではないか、と言われている。
淳仁朝の天平宝字7年（763年）1月に従六位下から従五位下、称徳朝の天平神護元年（765年）1月に藤原仲麻呂の乱での論功行賞により阿倍豆余里らとともに正五位上・勲四等を授けられる。
天平神護2年（766年）1月称徳天皇の永手邸行幸に際し従四位下、神護景雲2年（768年）10月、正四位下に進む。同3年（769年）2月の再度の永手邸行幸で、永手の子の家依・雄依ともども位を1階すすめられ、正四位上に叙された。
光仁朝の宝亀元年（770年）10月従三位に昇る。位階からこの時尚侍となり、同5年（774年）吉備由利の没後に後任として尚蔵を兼務したと思われる。宝亀9年（778年）9月、正三位に進む。天応元年（781年）薨去。

## 官歴
- 天平宝字年間（757年 - 765年）：内侍（写経所文書による）
- 時期不詳：従六位下
- 天平宝字7年（763年）正月7日：従五位下
- 天平神護元年（765年）正月7日：正五位上・勲四等
- 天平神護2年（766年）正月17日：従四位下
- 神護景雲2年（768年）10月15日：正四位下
- 神護景雲3年（769年）2月3日：正四位上
- 宝亀元年（770年）10月25日：従三位・尚侍（?）
- 宝亀5年（774年）正月2日以降：兼尚蔵（?）
- 宝亀9年（778年）9月2日：正三位
- 天応元年（781年）3月10日：薨去